# 东部绿曼巴蛇
东部绿曼巴蛇（學名：Dendroaspis angusticeps），別名:白唇曼巴，是曼巴蛇屬的一种剧毒蛇种，生活在东非南部沿海地区。1849年，苏格兰外科医生兼动物学家安德鲁·史密斯描述道，它体型纤细，背部为鲜绿色，腹部为黄绿色。雌性成體平均体长约2米（6英尺7英寸），雄性略小一些。
东部绿曼巴蛇性情害羞，善于隐藏，人们也很难见到。之所以说它们善于隐藏，主要是因为生活在常绿灌木丛和树林中，它们身体呈现的绿色可以很好地和周围环境融合。人们还观察到东部绿曼巴会像许多蝰蛇一样，“守株待兔”伏击捕食，和其他眼镜蛇科典型的主动觅食方式不同。它捕食鸟类，卵，蝙蝠和啮齿类动物，如小老鼠，大鼠和沙鼠。
它的毒液由神经毒素和心脏毒素组成。中毒的症状包括咬伤部位肿胀，头晕和恶心，伴有呼吸和吞咽困难，心律不齐和抽搐，并发展为呼吸衰竭。造成严重中毒的咬伤可能很快即可致命。

## 分类
1849年，苏格兰外科医生和动物学家安德鲁·史密斯（ Andrew Smith）首次将东部绿曼巴蛇描述为眼镜蛇（Naja angusticeps），他将这一命名汇报至纳塔尔（Natal）及东至马普托湾的地区。物种名称angusticeps源自拉丁语单词angustus ，意为“ 窄的”，和ceps，当用在复合词中时是caput的缩写形式，意为“头“。1865年，英籍德裔动物学家阿尔伯特·冈瑟（Albert Günther）给来自莫桑比克北部赞比西河的曼巴蛇命名为中介曼巴（Dendroaspis intermedius）此后这也是东部绿曼巴蛇（D. angusticeps） 的异名。
1896年，比利时裔英籍动物学家乔治·艾伯特·博林杰将东部绿曼巴蛇归入黑曼巴蛇种（Dendroaspis polylepis），直到1946年这一统合方式才被抛弃，当时，南非爬虫学家维维安·菲茨西蒙斯在研究了大约50个东部绿曼巴和85个黑曼巴后发表了一篇论文。他得出的结论是，这两种蛇在体型、鳞片、颜色和行为上存在差异，应将它们分为不同的物种。 英国生物学家亚瑟·洛夫里奇（Arthur Loveridge）对菲茨西蒙斯的论文进行了补充，研究了生活在南非以外的这两种蛇，他指出两种蛇在鳞片方面有相似之处，但仍支持将其划分成两个物种。 2016年的一项基因分析显示，东部绿曼巴和黑曼巴是彼此的近亲，它们有共同原种，该原种分化出了简氏曼巴蛇（Dendroaspis jamesoni ）和西部绿曼巴蛇（Dendroaspis viridis ）。
除了东部绿曼巴蛇这一叫法，它也经常被称为经典绿曼巴，东非绿曼巴蛇，白嘴曼巴或直接称为绿曼巴蛇。

## 描述

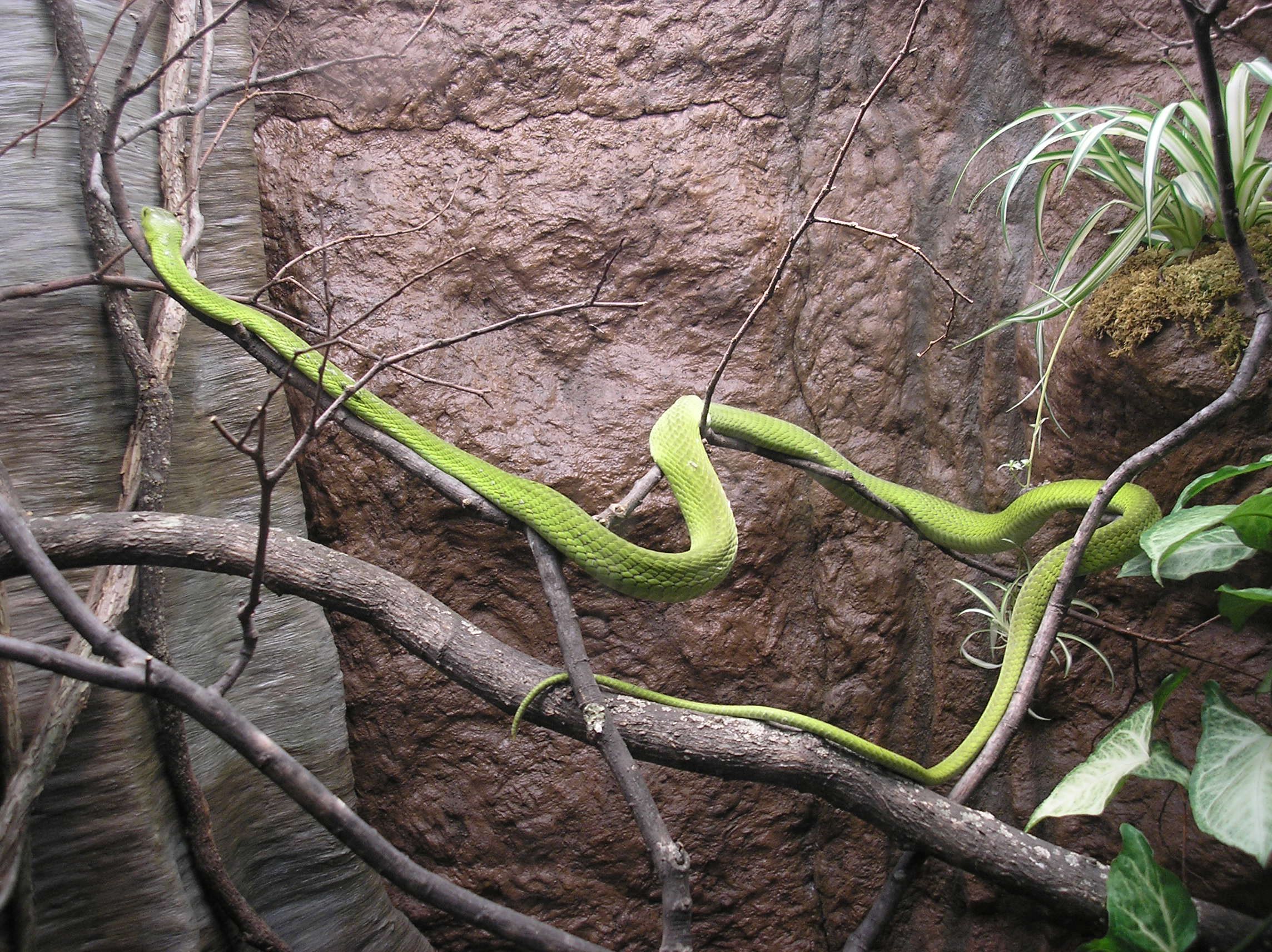
东部绿曼巴蛇

东部绿曼巴蛇体型较大，略微呈扁平状，身子细长，尾巴长度中长，往尾尖方向逐渐变细。成年雄性体长平均约为1.8米(5英尺11英寸)，而雌性的体长平均为2.0米(6英尺7英寸) 。体长超过2.5（8英尺2英寸）的十分罕见 。一般来说，东部绿曼巴蛇的总体长是其尾巴长度的4–4.3倍。 成年的东部绿曼巴蛇背部呈鲜绿色（偶有黄色鳞片），腹部呈浅黄绿色。有时在蜕皮前颜色暗淡。幼蛇呈蓝绿色，当长到75厘米(2英尺6英寸)左右时，就会变成亮绿色。头部窄长，形似棺材，眼角突出，以区别颈部。当受到威胁或被其他方式惊动时，东部绿曼巴蛇能够撑开颈部肋骨，将其向外膨起，尽管无法形成兜帽状。眼睛大小中等，瞳孔呈圆形，边缘呈细细的金色或赭色；虹膜为橄榄绿色，随着成长后变为亮绿色。口腔内部可能呈白色或蓝白色。
在非洲南部，其他绿色蛇类通常被称为“绿曼巴蛇”，其中包括绿色的非洲树蛇（ Dispholidus typus ），与绿曼巴蛇不同的是，它们眼睛较大，头部较短。它们也具有毒性。斑点丛林树蛇（Philothamnus 属）也经常与体型较小的东部绿曼巴混淆。

### 鳞片
蛇体上鳞片的数量和样式是物种鉴定的关键因素。东部绿曼巴蛇在身体中线处有17至21排背鳞，有201至232片腹鳞，99至126片二分尾鳞和一片二分肛鳞。嘴上有7至9片唇鳞，其中第四个鳞片位于眼睛下方，有9至11片下唇下鳞。眼部有3片眶前鳞及3–5片眶后鳞。

## 分布范围与栖息地
东部绿曼巴蛇生活于非洲南部和非洲东部海岸线附近地区。生活范围由北向南贯穿肯尼亚，坦桑尼亚，马拉维和津巴布韦东部；在桑给巴尔和莫桑比克北部也有它们的踪迹。 人们在南非东开普省的最东北部沿夸祖鲁-纳塔尔省海岸线到莫桑比克南部一带发现了一种独特的基因不同的种群。
东部绿曼巴蛇善于隐藏，具有高度树栖性（生活在树上），擅长伪装于树叶之中。一些爬行动物学家认为其仅栖息于沿海低地的热带雨林。其他专家认为它们也可以生活在沿海灌木丛，沙丘和山地森林中。不同于其近亲黑曼巴蛇，东部绿曼巴蛇很少在开阔地带，且喜欢更茂密、更多树荫的植被。除了野生森林，它们也常生活在灌木丛和农场树木中，比如柑橘，芒果，椰子和腰果树等。在东非沿海地区，它们还经常会钻进民居，甚至会在茅草屋顶筑巢。人们在海拔1,500（4,900英尺）米的地方发现了东部绿曼巴蛇的标本 。

### 保护现状
国际自然保护联盟（IUCN）尚未评估东部绿曼巴蛇的保护现状。它在其分布范围内较为常见，并且种群稳定。据记载，在肯尼亚沿海地区和坦桑尼亚南部该蛇种较为聚集，每公顷有2到3条东部绿曼巴，甚至有一条记录显示曾在一棵树上盘绕着五条东部绿曼巴。尽管总体而言种群数量稳定，但栖息地破坏和森林砍伐可能威胁到它们的生存。 在南非，由于沿海住房的发展，它们的栖息地被大量分割，因此被评为易危物种。 

## 行为与生态

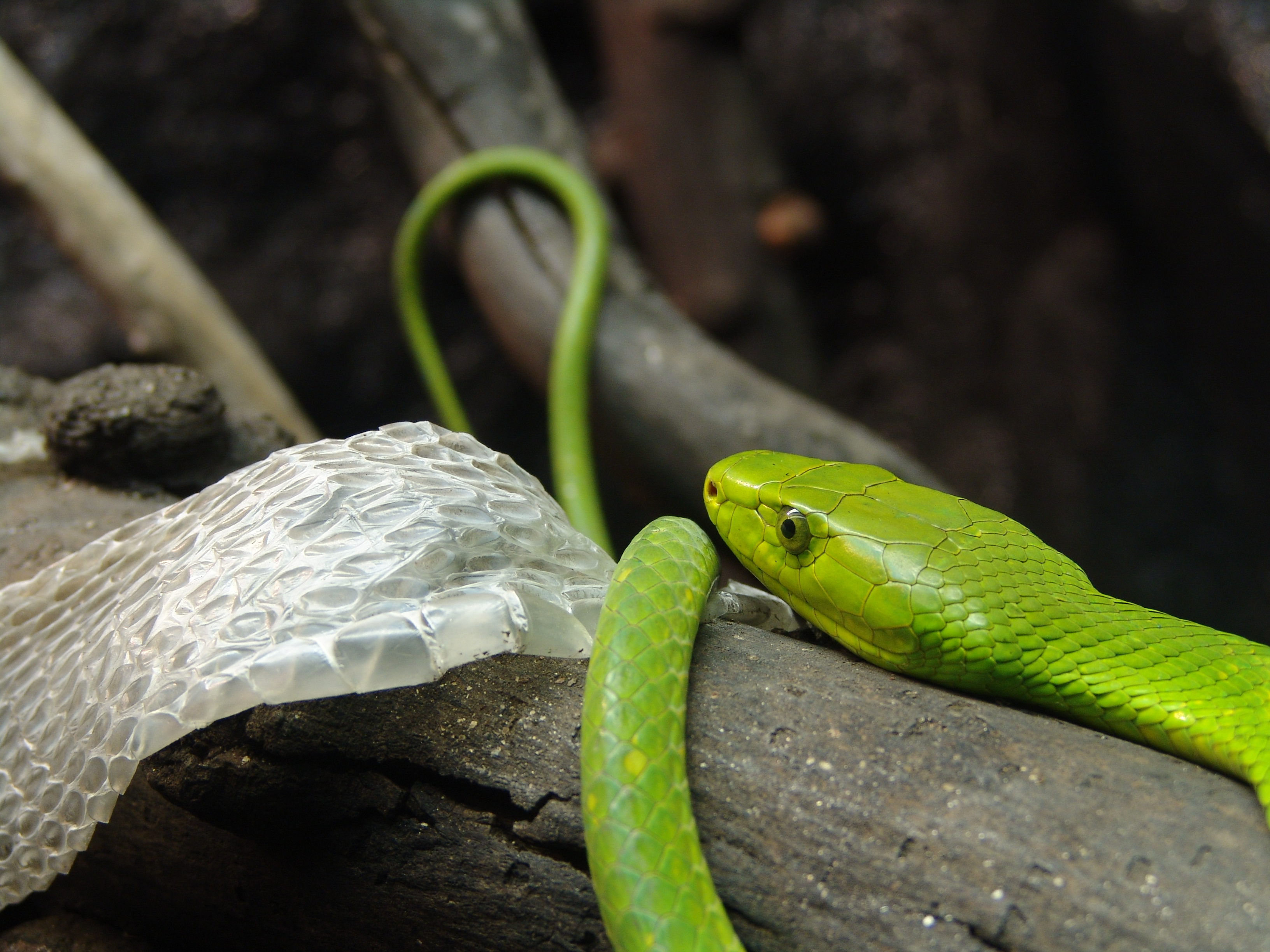
德国蛇展馆中即将蜕皮的绿曼巴蛇

东部绿曼巴是昼行性物种，白天活动，晚上盘绕在树叶中睡觉，很少在树干或树枝中空处。 东部绿曼巴蛇身手敏捷，熟练攀爬，虽然有时会下树沐浴早晨的阳光（体温调节），但在地面上并不常见。在对两只成年绿曼巴的运动模式进行了27天的研究后发现，它们的活动区域相对较小，和伏击猎物的捕食者相当，不同于猎食动物（这一点不同于大部分眼镜蛇，包括其他曼巴蛇，因为其他曼巴蛇习性为狩猎和觅食）。该研究初步证明了东部绿曼巴蛇的进食方式，由其“守株待兔”的行为方式推断，主要为伏击捕食。但是，这一证据并不排除其积极觅食的可能性，因为人们还观察到一个东部绿曼巴猎食熟睡蝙蝠的标本。
没有证据表明东部的绿曼巴蛇有迁徙行为。它们可以在一个地区停留数天，只为觅食或寻找伴侣，因此也被认为是不爱动的物种。它们平均每天只移动约5.4（18英尺）米 。它们通常会避免与人和其他掠食者接触，只有在感到受到威胁时才会发起攻击。

### 繁殖与寿命
除繁殖季节外，东部绿曼巴蛇偏好独处。怀孕的雌性往往久处不动，而雄性则在4月至6月的雨季积极寻找和追求潜在的配偶。雄性会激烈竞争，会为了赢得交配机会或主导地位而相互争斗。通常情况下，一只雄性发起战斗时，会游移到另一方身体上方，吐信以作挑衅，接着两条蛇就会相互纠缠推挤，试图将另一方的头按在地上。雄性东部绿曼巴蛇的战斗可以持续数个小时，但斗争中不会撕咬彼此，不如黑曼巴蛇之间的竞争激烈。
雄性通过识别空气中的气味寻觅雌性。雄性吸引雌性时，会快速吐信，游到雌蛇身旁。如果雌蛇接收交配，会抬起尾巴，打开泄殖腔。在树上求偶和交配后，雌蛇会在10月和11月产卵4-17枚（平均10-15枚）。雌蛇通常在树洞里的枯枝落叶中产卵，蛇卵形状小而细长，长宽通常为47–58 x 25–28毫米, 孵化期约为三个月。野外幼蛇破壳时大约30至45 cm（12至18英寸），人工饲养的幼蛇孵化时约44 cm（17英寸）。在长至75 cm（30英寸）时，体色与成年绿曼巴一致。 幼蛇在孵化的第一年内通常会长到50至80 cm（20至31英寸）。随着年龄的增长，它们的生长速度会下降，但不会完全停止生长。
据记录，一条人工养殖的东部绿曼巴蛇最为长寿，活到了18.8岁。另一条养殖的东部绿曼巴活了14年。 

### 食物
东部绿曼巴蛇主要捕食鸟类及其卵，以及包括蝙蝠在内的小型哺乳动物。此外也被认为可吃树栖蜥蜴。 尽管人们观察到有一条实验对象积极捕猎熟睡的蝙蝠，但绝大部分还是用的伏击狩猎方式。东部绿曼巴蛇的典型行为还包括突袭幼鸟巢穴。坐等战术在高度机动的猎物(如成鸟或啮齿类动物)身上可能是成功的。在肯尼亚沿海天然及人工植被密集的地区，曾有过东部绿曼巴蛇捕食淡黑锯齿鹎的记录。艾奥尼德斯和皮特曼（Ionides and Pitman（1965））报道过坦桑尼亚的一条绿曼巴蛇，它的胃里有一只大白腹沙鼠。尽管肯尼亚并没有白腹沙鼠，但是东部绿曼巴蛇会捕食其生活范围内的七种沙鼠。

### 天敌
东部绿曼巴蛇少有天敌。它们的捕食者通常为人类，猫鼬，蜜獾，蛇雕和香猫，而犀鸟和其他蛇类则会捕食东部绿曼巴幼蛇。

## 毒液

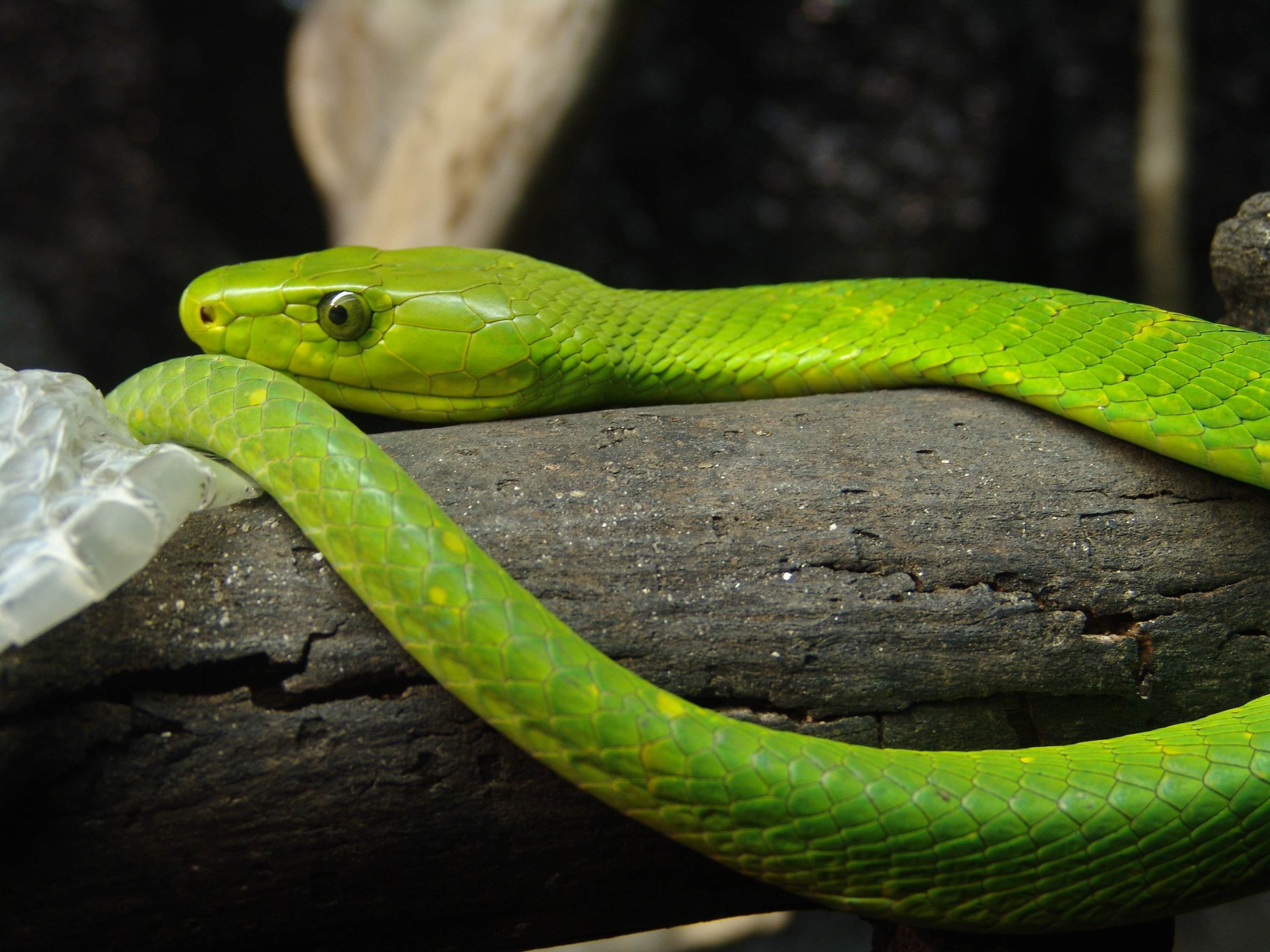
东部绿曼巴蛇的毒液能迅速起效。

尽管东部绿曼巴蛇相对其他三种绿曼巴蛇而言毒性最小，但仍具有剧毒。虽然绿曼巴最常遇到，但它们一般会避开人。9月到2月的繁殖季节是东部绿曼巴蛇最易怒的时候，因此也是人们被咬伤的高峰期。从1957年至1979年在南部非洲进行的调查记录了2,553例毒蛇咬伤事件，其中17例为东部绿曼巴蛇。在这17个人中，尽管无人死亡，但其中有10人有全身中毒的症状。蛇往往反复咬人，一口可含干重60-95 毫克的毒液。小鼠皮下注射的半数致死量（LD 50 ）为1.3 mg / kg 静脉注射的半数致死量为0.45 mg / kg。 
中了东部绿曼巴蛇蛇毒的症状包括咬伤部位疼痛肿胀，并且可能发展为局部坏死或坏疽。全身反应包括头晕、恶心、呼吸和吞咽困难、心律不齐及抽搐。可能没有或是有轻微的神经中毒症状（如瘫痪）。造成严重中毒的咬伤可能会迅速致命。有记录显示该蛇毒可30分钟致命（尽管致死时间30分钟对东部绿曼巴蛇的毒性来说可能显得稍慢）。
2015年，人们评估并发表了东部绿曼巴蛇毒的蛋白质组（完整蛋白质谱），揭示了42种不同的蛋白质和核苷腺苷。其主要组成部分一是三指毒素家族，包括作用于毒蕈碱受体和肾上腺素能受体的胺类毒素，二是筒箭毒碱 ，一种抗胆碱酯酶抑制剂，能够引起肌颤。另一个重要成分是一组被称为树眼镜蛇毒素的蛋白质；尽管在结构上它们与Kunitz型蛋白酶抑制剂同源，但它们阻断了电压依赖性钾通道，刺激乙酰胆碱的释放并引起兴奋效应。另一种Kunitz型蛋白质是钙阻蛋白，它能阻断高压激活的钙通道。就单独某一成分而言，大部分在体外不表现出强毒性，但在自然界中不同毒性成分会协同作用，构成剧毒。
与大多数其他曼巴蛇的毒液相似，东部绿曼巴蛇主要含有三指毒素。唯一的例外是黑曼巴蛇，它的毒液缺乏强力的α-神经毒素。人们认为这种现象可能反映了曼巴蛇的首选猎物：主要生活在地面的黑曼巴蛇会捕食小型哺乳动物，而其他树栖曼巴蛇则捕食鸟类。不同于许多蛇种，曼巴蛇的毒液中几乎没有磷脂酶A2 。

### 治疗
对任何疑似毒蛇咬伤的标准急救方法是绑压力绷带，尽量减少受害者的活动并迅速送往医院或诊所。动脉止血带对缓解绿曼巴蛇的神经毒素可能有部分作用。尽管主要的治疗方法是适当使用抗蛇毒血清，但有时也会用破伤风疫苗治疗。针对东部绿曼巴蛇咬伤，人们会用一种由南非医学研究所生产的多价抗蛇毒血清。

## 补充
1. ↑  鳞片二分指的是一枚鳞片纵分为两枚。[20]